# Zvonimir Boban
Zvonimir Boban (født 8. oktober 1968 i Imotski, Jugoslavien) er en kroatisk tidligere fodboldspiller (offensiv midtbane). Han bliver gennemgående betragtet som en af de bedste kroatiske spillere nogensinde.

## Klubkarriere
Boban startede sin karriere hos Dinamo Zagreb i hjemlandet, som han repræsenterede i perioden 1985-1991. Herefter blev han solgt til italienske AC Milan for en pris svarende til 8 millioner britiske pund, og kom til en klub som han skulle fejre store succeser med de følgende ti år.
Hos Milan blev Boban en del af klubbens legendariske 90'er-hold, hvor han blandt andet var holdkammerat med montenegrineren Dejan Savićević, hollænderne Marco van Basten, Frank Rijkaard og Ruud Gullit samt danske Brian Laudrup. Han var med til at sikre klubben hele fire italienske mesterskaber samt UEFA Champions League finalen 1994 og UEFA Super Cuppen samme år. I Champions League-finalen spillede han hele kampen i sejren på hele 4-0 over FC Barcelona. Han forblev tilknyttet Milan resten af sin karriere, men var i sin sidste sæson som aktiv udlejet til den spanske klub Celta Vigo.

## Landshold
Boban spillede 51 kampe og scorede 12 mål for Kroatiens landshold i perioden 1992-1999. Han var med i den kroatiske trup til EM 1996 i England, kroaternes første slutrundedeltagelse nogensinde. Senere deltog han også ved VM 1998 i Frankrig, hvor kroaterne vandt bronze. Inden sin tid som landsholdsspiller for Kroatien nåede han også at repræsentere det jugoslaviske landshold syv gange. Han fik sin landsholdsdebut i 1988.
Boban blev to gange i karrieren, i 1991 og 1999, kåret til Årets fodboldspiller i Kroatien.

## Titler
Serie A
- 1993, 1994, 1996 og 1999 med AC Milan

Supercoppa Italiana
- 1992, 1993 og 1994 med AC Milan

UEFA Champions League
- 1994 med AC Milan

UEFA Super Cup
- 1994 med AC Milan